# Mark Roberts (Flitzer)

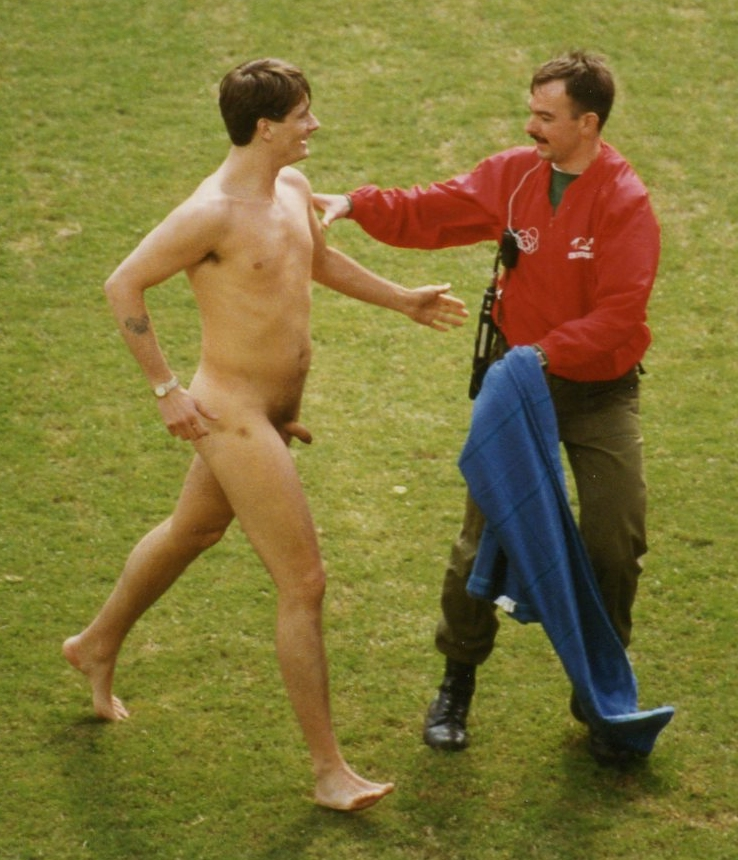
Mark Roberts (1994)

Mark Roberts (* 12. Dezember 1964 in Liverpool) ist ein international bekannt gewordener britischer Flitzer, der sich bei verschiedenen Großveranstaltungen nackt ins Geschehen gedrängt hat. Bis 2005 hatte Roberts 380 derartige Aktionen durchgeführt.

## Inspiration
Ausgangspunkt war für Mark Roberts ein Rugbyspiel der Hong Kong Sevens 1993 in Hongkong. Dort sah er eine Frau, die nackt über das Spielfeld flitzte. Daraus entstand am Abend an der Bar eine Wette – und am nächsten Tag war Roberts derjenige, der nackt über dasselbe Spielfeld rannte. Damit nicht genug: Er wiederholte diese Tat einen Tag später.

## Auftritte
Roberts störte keine Sportveranstaltungen durch Auftritte während des Spiels, sondern nutzte immer das Ende der Halbzeit, unmittelbar vor dem Anpfiff.
Bekannt wurde Roberts 1995 durch einen Auftritt in einer Livesendung im britischen ITV-Frühstücksfernsehen This Morning, als er nackt zu einer Plattform schwamm, auf der die Wettervorhersage präsentiert wurde. Er beteiligte sich dann an der Wettervorhersage.
2003 mogelte er sich als Schiedsrichter verkleidet in den Innenraum des Stadions in Sevilla und flitzte beim UEFA-Cup-Finale. Diesen Coup wiederholte er 2004 in den USA beim Super Bowl in Houston: fast direkt im Anschluss an den „Nipplegate“-Skandal von Janet Jackson und Justin Timberlake lief er nach der Halbzeit nackt aufs Feld. Spieler beider Mannschaften (New England Patriots und Carolina Panthers) jagten ihn, Polizei und Sicherheitskräfte konnten ihn stellen. Bei dieser Gelegenheit trug er ein Bodypainting auf dem Rücken, das für ein Internet-Casino Werbung machte. Ein weiterer Auftritt von Roberts war bei einem Cricketspiel zwischen England und Australien. Bei den Olympischen Winterspielen 2006 in Turin störte Roberts die Begegnung zwischen den USA und Großbritannien um die Bronzemedaille im Curling. Bei den Sommerspielen 2008 in Peking gelang es ihm erneut, sich in Szene zu setzen: nur mit einem Tutu bekleidet galoppierte er bei einem Reitwettbewerb auf dem Rennkurs herum und sprang über kleinere Hürden.
2011 engagierte der Künstler Benedikt Dichgans Roberts für eine Intervention während der Verleihung des renommierten Turner Preises für bildende Kunst.
2013 erklärte er, als Flitzer in den Ruhestand zu gehen, er wolle jedoch noch einen großen Auftritt.

## Folgen
Roberts muss heutzutage vor bedeutenden Fußballspielen seinen Pass und andere Dokumente abgeben, um zu verhindern, dass er bei diesen Gelegenheiten „flitzt“.
Anlässlich der Fußball-Weltmeisterschaft 2006 in Deutschland wurde Roberts von der britischen Regierung sogar mit einem Ausreiseverbot belegt.